# Melasina tyrophanes
Melasina tyrophanes är en fjärilsart som beskrevs av Edward Meyrick 1917. Melasina tyrophanes ingår i släktet Melasina och familjen säckspinnare. Inga underarter finns listade i Catalogue of Life.